# Bienenflucht

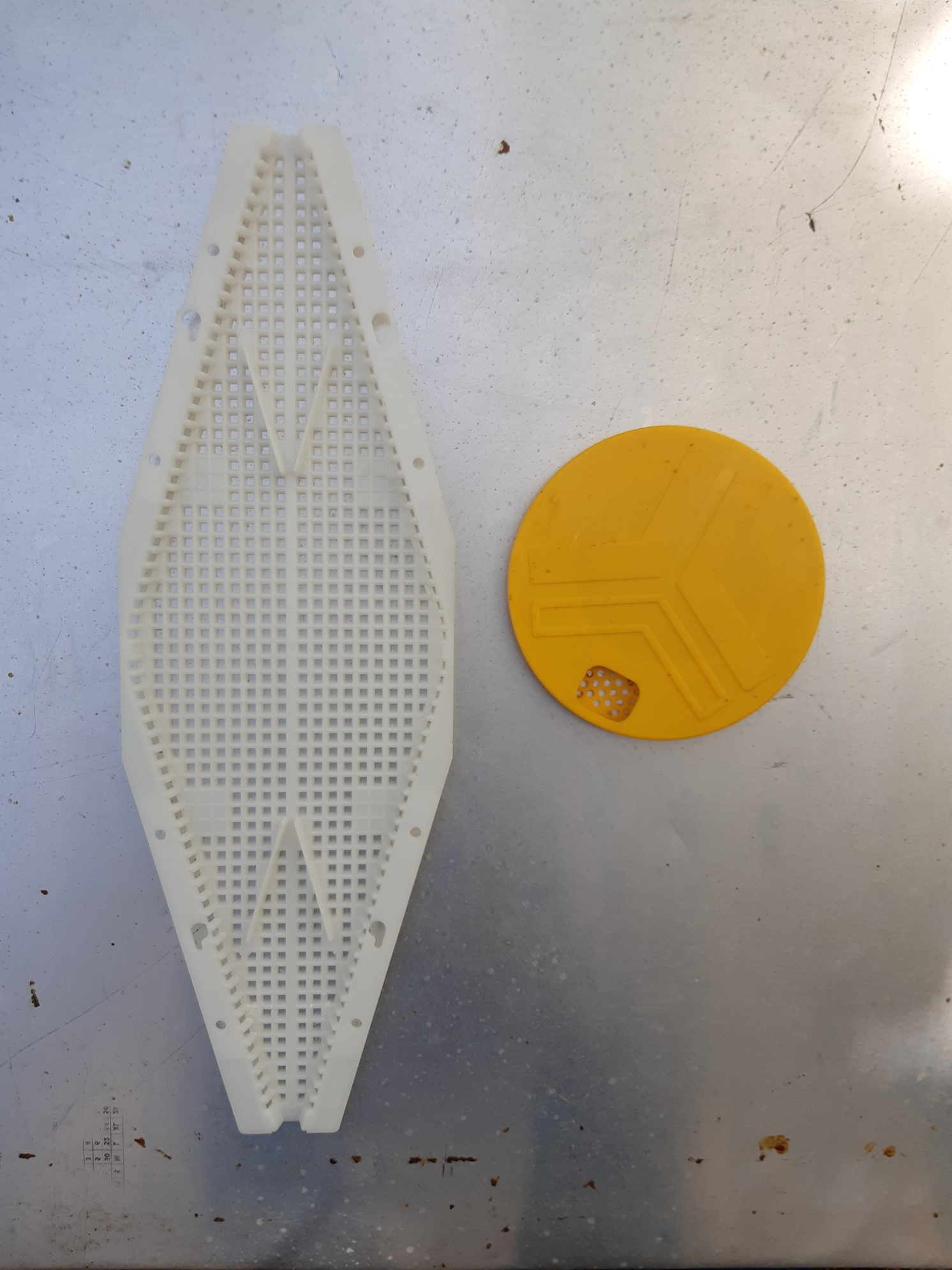
Rautenförmige und runde Bienenflucht

Die Bienenflucht ist ein Imkereigerät, das die Gewinnung von Honig erleichtert. Als eine Art Schleuse lässt sie die Bienen nur in eine Richtung passieren. So kann der Imker den für die Ernte relevanten Honigraum von einem Großteil der Bienen befreien. Die auf den Honigwaben verbleibenden Bienen werden dann mit einem Bienenbesen abgekehrt.
Eingesetzt wird die Bienenflucht in der Regel am Tag vor dem Honigschleudern. Bei Magazinbeuten kommt sie zwischen die oberste Zarge des Brutraums und die unterste Zarge des Honigraums. Falls dort noch ein Absperrgitter vorhanden ist, wird dieses entfernt.
Die verschiedenen Ausführungen der Bienenflucht funktionieren alle nach demselben Prinzip. Die Bienen können vom Honigraum nach unten in den Brutraum gelangen, aber nicht mehr zurück. Runde Exemplare mit zwei oder acht Ausgängen sind in einen Zwischendeckel integriert, der bei Magazinbeuten zwischen den Zargen des Brut- und des Honigraums eingesetzt wird. Rautenförmige Bienenfluchten werden direkt auf die Bruträhmchen gelegt. In diesem Fall muss der Zwischendeckel in der Mitte ein Loch haben, durch das die Bienen die Flucht betreten und durch die zwei seitlichen Ausgänge verlassen können.
Die Vorteile sind, dass der Imker die bienenfreien Honigrähmchen viel rascher entnehmen kann, als wenn er alle Bienen abfegen muss. Außerdem kann der Wassergehalt des Honig niedriger sein, wenn Bienenfluchten eingesetzt werden. Nachteile sind die zusätzlichen Kosten und der Umstand, dass die schweren Honigzargen zweimal angehoben werden müssen.